# Championnat d'Italie de football 1999-2000
Navigation
Série A 1998-1999 Série A 2000-2001
Le Championnat d'Italie de football 1999-2000 est la 98e édition de la compétition qui fut remportée par le Lazio Rome.

## Renseignement sur les équipes
| Club           | Dernière montée | Classement 1998-1999 | Entraîneur                     | Depuis | Stade                       | Capacité théorique |
| -------------- | --------------- | -------------------- | ------------------------------ | ------ | --------------------------- | ------------------ |
| AS Bari        | 1994            | 10                   | Eugenio Fascetti               | 1995   | Stadio San Nicola           | 58 270             |
| Bologne FC     | 1996            | 9                    | Sergio Buso Francesco Guidolin | 1999   | Stadio Renato Dall'Ara      | 40 572             |
| AC Fiorentina  | 1994            | 3                    | Giovanni Trapattoni            | 1998   | Stade Artemio-Franchi       | 47 282             |
| US Lecce       | 1999            | 3 (Série B)          | Alberto Cavasin                | 1999   | Stade Via Del Mare          | 36 285             |
| Inter Milan    | 1908            | 8                    | Marcello Lippi                 | 1999   | San Siro                    | 80 074             |
| Milan AC       | 1983            | 1                    | Alberto Zaccheroni             | 1998   | San Siro                    | 80 074             |
| AS Rome        | 1952            | 5                    | Fabio Capello                  | 1999   | Stadio Olympico             | 72 698             |
| Hellas Verone  | 1999            | 1 (Série B)          | Cesare Prandelli               | 1998   | Stade Marcantonio Bentegodi | 39 211             |
| Reggina Calcio | 1999            | 4 (Série B)          | Franco Colomba                 | 1999   | Stadio Oreste Granillo      | 27 763             |
| Lazio Rome     | 1989            | 2                    | Sven-Göran Eriksson            | 1997   | Stadio Olympico             | 72 698             |
| Parme AC       | 1990            | 4                    | Alberto Malesani               | 1998   | Stade Ennio-Tardini         | 27 906             |
| Juventus FC    | 1908            | 6                    | Carlo Ancelotti                | 1999   | Stade olympique de Turin    | 27 994             |
| Udinese Calcio | 1995            | 7                    | Luigi De Canio                 | 1999   | Stadio Friuli               | 41 652             |
| Torino FC      | 1999            | 2 (Série B)          | Emiliano Mondonico             | 1998   | Stade olympique de Turin    | 27 994             |

| \| Lazio Juventus AC Milan Inter Parme AS Rome Fiorentina Udinese Hellas Pérouse Bologne Reggina Lecce Bari Torino Venise Cagliari Plaisance \| Localisation des clubs engagés dans le championnat. |
| Lazio Juventus AC Milan Inter Parme AS Rome Fiorentina Udinese Hellas Pérouse Bologne Reggina Lecce Bari Torino Venise Cagliari Plaisance                                                           |

## Classement
| Rang | Équipe           | Pts | J  | G  | N  | P  | Bp | Bc | Diff |
| ---- | ---------------- | --- | -- | -- | -- | -- | -- | -- | ---- |
| 1    | Lazio Rome (VC)  | 72  | 34 | 21 | 9  | 4  | 64 | 33 | +31  |
| 2    | Juventus         | 71  | 34 | 21 | 8  | 5  | 46 | 20 | +26  |
| 3    | Milan AC         | 61  | 34 | 16 | 13 | 5  | 65 | 40 | +25  |
| 4    | Inter Milan      | 58  | 34 | 17 | 7  | 10 | 58 | 36 | +22  |
| 5    | Parme FC         | 58  | 34 | 16 | 10 | 8  | 52 | 37 | +15  |
| 6    | AS Rome          | 54  | 34 | 14 | 12 | 8  | 57 | 34 | +23  |
| 7    | AC Fiorentina    | 51  | 34 | 13 | 12 | 9  | 48 | 38 | +10  |
| 8    | Udinese Calcio   | 50  | 34 | 13 | 11 | 10 | 55 | 45 | +10  |
| 9    | Hellas Vérone P  | 43  | 34 | 10 | 13 | 11 | 40 | 45 | -5   |
| 10   | Perugia          | 42  | 34 | 12 | 6  | 16 | 36 | 52 | -16  |
| 11   | Reggina Calcio P | 40  | 34 | 9  | 13 | 12 | 31 | 42 | -11  |
| 12   | Bologne FC       | 40  | 34 | 9  | 13 | 12 | 32 | 39 | -7   |
| 13   | US Lecce P       | 40  | 34 | 10 | 10 | 14 | 33 | 49 | -16  |
| 14   | AS Bari          | 39  | 34 | 10 | 9  | 15 | 34 | 48 | -14  |
| 15   | Torino FC P      | 36  | 34 | 8  | 12 | 14 | 35 | 47 | -12  |
| 16   | Venezia Calcio   | 26  | 34 | 6  | 8  | 20 | 30 | 60 | -30  |
| 17   | Cagliari Calcio  | 22  | 34 | 3  | 13 | 18 | 29 | 54 | -25  |
| 18   | Piacenza         | 21  | 34 | 4  | 9  | 21 | 19 | 45 | -26  |

|      | Champion en titre 1999                                              |
| (VC) | Vice-champion en titre 1999                                         |
| P    | Promus de Série B                                                   |
|      | Phase de groupes de la Ligue des Champions 2000-2001                |
|      | Tour préliminaire de la Ligue des Champions 2000-2001               |
|      | Coupe de l'UEFA 2000-2001                                           |
|      | Coupe Intertoto 2000-2001 (après le désistement de l'Hellas Vérone) |
|      | Relégation en 2e division                                           |

## Buteurs
| Place | Joueur             | Nationalité | Club          | Buts |
| ----- | ------------------ | ----------- | ------------- | ---- |
| 1er   | Andriy Chevtchenko | Ukraine     | Milan AC      | 24   |
| 2e    | Gabriel Batistuta  | Argentine   | AC Fiorentina | 23   |
| 3e    | Hernán Crespo      | Argentine   | Parme FC      | 21   |